# Hulbuk
Hulbuk (tadż. Ҳулбук) – osiedle typu miejskiego w Tadżykistanie, w wilajecie chatlońskim; 24,5 tys. mieszkańców (2008). Ośrodek przemysłowy.
Do 2018 roku nosiło nazwę Wose (tadż. Восеъ).